# Dunaszentgyörgy
Dunaszentgyörgy község Tolna vármegye Paksi járásában.

## Fekvése
A Duna jobb partján fekszik, Pakstól 10 kilométerre délre, Szekszárdtól 25 kilométerre északra.
A közvetlenül határos települések: észak felől Paks, délkelet felől Gerjen, dél felől Fadd, nyugat felől pedig Tengelic. Kelet felől a legközelebbi település a Duna túloldalán fekvő Foktő, de a közigazgatási területeik nem érintkeznek.

### Megközelítése
Belterületének nyugati szélén végighalad észak-déli irányban a 6-os főút, így ez a legfontosabb közúti megközelítési útvonala. Közigazgatási területén áthalad továbbá az M6-os autópálya, amelynek csomópontja is van itt; külterületeit érinti még a 6234-es út és az északnyugati határszélén a 6233-as út is, de a lakott területeit ez utóbbiak egyike sem közelíti meg. A falu határában ér véget az 512-es főút is, mely Kalocsával köti össze a települést. A falu főutcája a település északnyugati határát Tolnával (Faddon át) összekötő 5112-es út.

## Története
A történelem folyamán többféle néven említik a települést: Tolnaszentgyörgy, Magyarszentgyörgy, Ráczszentgyörgy és Dunaszentgyörgy.
A község az őskortól lakott hely. A régészeti ásatások során kőkori, bronzkori és középkori leletek kerültek elő. Eredetileg a tihanyi apátság tulajdona volt a település, majd átkerült a fehérvári káptalan tulajdonába. Első írásos említése is a fehérvári káptalan 1471-es összeírásában szerepel.
A 15–16. században rácok is éltek ezen a vidéken, akik később a törököket élelmezték. Az 1526-ban Mohácsi csatába tartó II. Lajos király innen írta egyik levelét a királynénak. A török uralom idején a szekszárdi vagy a paksi bégnek fizették a helybeliek az adót. A törökök távozása után is sokáig néptelen a falu.
1718-ban a Felvidékről, Nyitra, Bars és Gömör vármegyéből református magyarok települtek be. Templomot és iskolát is építettek maguknak. Erről a falusi iskoláról említést tett összeírásában Egyed Antal is. 1755-ben a községi statutum rendelkezése szerint a településen a tűzveszélyesség miatt a "pipázás amint utcán (…) és istállókban senkinek meg ne engedtessék, akit pedig rajtakapnak 32 pálca ütéssel büntettessék".
Az 1970-es években a településtől mintegy 5 kilométerre a Paksi Atomerőmű építkezése indult meg, mely sok helybelinek adott és ad ma is munkát.

## Közélete

### Polgármesterei
- 1990–1994: Patai István (MDF)[5]
- 1994–1998: Herman János (MSZP)[6]
- 1998–2002: Herman János (MSZP)[7]
- 2002–2006: Hencze Sándor (független)[8]
- 2006–2010: Hencze Sándor (független)[9]
- 2010–2014: Hencze Sándor (független)[10]
- 2014–2019: Hencze Sándor (független)[11]
- 2019–2024: Kirnyákné Balogh Mária (független)[12]
- 2024–2025: Kirnyákné Balogh Mária (független)[13]
- 2025– : Májikné Németh Szilvia (független)[1]

A településen 2025. június 29-én időközi polgármester-választást (és képviselő-testületi választást) kellett tartani, az önkormányzati testület néhány hónappal korábban – április 3-án – kimondott önfeloszlatása miatt. A posztért öt jelölt indult, de a győztes egymaga is megszerezte a szavazatok több mint 50 százalékát.

## Népesség
A település népességének változása:
| Lakosok száma | 2555 | 2564 | 2562 | 2435 | 2449 | 2434 | 2408 |
|               | 2013 | 2014 | 2015 | 2021 | 2022 | 2023 | 2024 |

A 2011-es népszámlálás során a lakosok 87,1%-a magyarnak, 2,7% cigánynak, 1,2% németnek, 0,2% románnak mondta magát (12,8% nem nyilatkozott; a kettős identitások miatt a végösszeg nagyobb lehet 100%-nál). A vallási megoszlás a következő volt: római katolikus 19,2%, református 30,5%, evangélikus 1,3%, görögkatolikus 0,2%, felekezeten kívüli 23% (23,9% nem nyilatkozott).
2022-ben a lakosság 92,8%-a vallotta magát magyarnak, 1,3% cigánynak, 0,6% németnek, 1,2% egyéb, nem hazai nemzetiségűnek (7,2% nem nyilatkozott; a kettős identitások miatt a végösszeg nagyobb lehet 100%-nál). Vallásuk szerint 25,1% volt református, 17,4% római katolikus, 1,3% evangélikus, 0,2% görög katolikus, 0,6% egyéb keresztény, 1,3% egyéb katolikus, 20,5% felekezeten kívüli (33,4% nem válaszolt).

## Nevezetességei
- Református templom (1783)
- Katolikus templom Szent György tiszteletére (1996)
- Szent György-napi búcsú
- Szüreti bál
- Falunapok

## Híres emberek
- Itt született 1798. december 4-én és itt halt meg 1879. szeptember 3-án Csapó Vilmos honvéd ezredes.
- Itt született 1843. december 20-án Dömötör János királyi tanfelügyelő, költő, a Kisfaludy Társaság tagja.
- Itt született 1955. június 13-án Debreczeni József politikus, politikai elemző.
- Itt született (1894) (Bán Tibor) festőművész.
- Itt született 1977. május 30-án ifj. Dömötör Endre könnyűzenei újságíró, író, a 303 magyar lemez, amit hallanod kell mielőtt meghalsz szerkesztője és a Recorder magazin felelős szerkesztője.